# Chiesa di Santa Maria Maggiore (Treviso)
La basilica di Santa Fosca in Santa Maria Maggiore, più conosciuta come Santa Maria Maggiore e Madonna Grande (in trevigiano: Madona Granda), è un luogo di culto cattolico situato nel centro storico di Treviso; è sede parrocchiale.
Questo santuario, luogo di conversione di san Girolamo Emiliani, è uno dei principali luoghi di culto dei chierici regolari di Somasca, nonché sede dell'ordine in città.

## Storia
La nascita della chiesa di Santa Maria Maggiore risale, secondo la tradizione, ai primissi tempi dell'evangelizzazione del territorio trevigiano compiuta da san Prosdocimo, protovescovo di Padova e discepolo dell'apostolo Pietro. Alcune discusse ipotesi vorrebbero che l'attuale santuario intitolato alla Madre di Dio sorgesse sopra, e in contrapposizione, a un antico tempio pagano dedicato alla dea egizia Iside.
Il primo nucleo di questo edificio, dunque, doveva risalire a un periodo compreso tra la fine del I e il III secolo. Dopo successivi ingrandimenti, il santuario andò probabilmente distrutto durante il saccheggio della città compiuto dagli Ungari, nell'899. La chiesa venne quindi riedificata nel secolo XI.
L'attuale struttura è, in parte, risalente al secolo XV, quando i canonici regolari lateranensi fecero ricostruire la chiesa a partire dal 1473.
Durante la seconda guerra mondiale, questo edificio venne pesantemente danneggiato dai bombardamenti alleati: a seguito dell'incursione aerea del 13 marzo 1945, la navata centrale risultò sventrata e la facciata principale in buona parte distrutta.

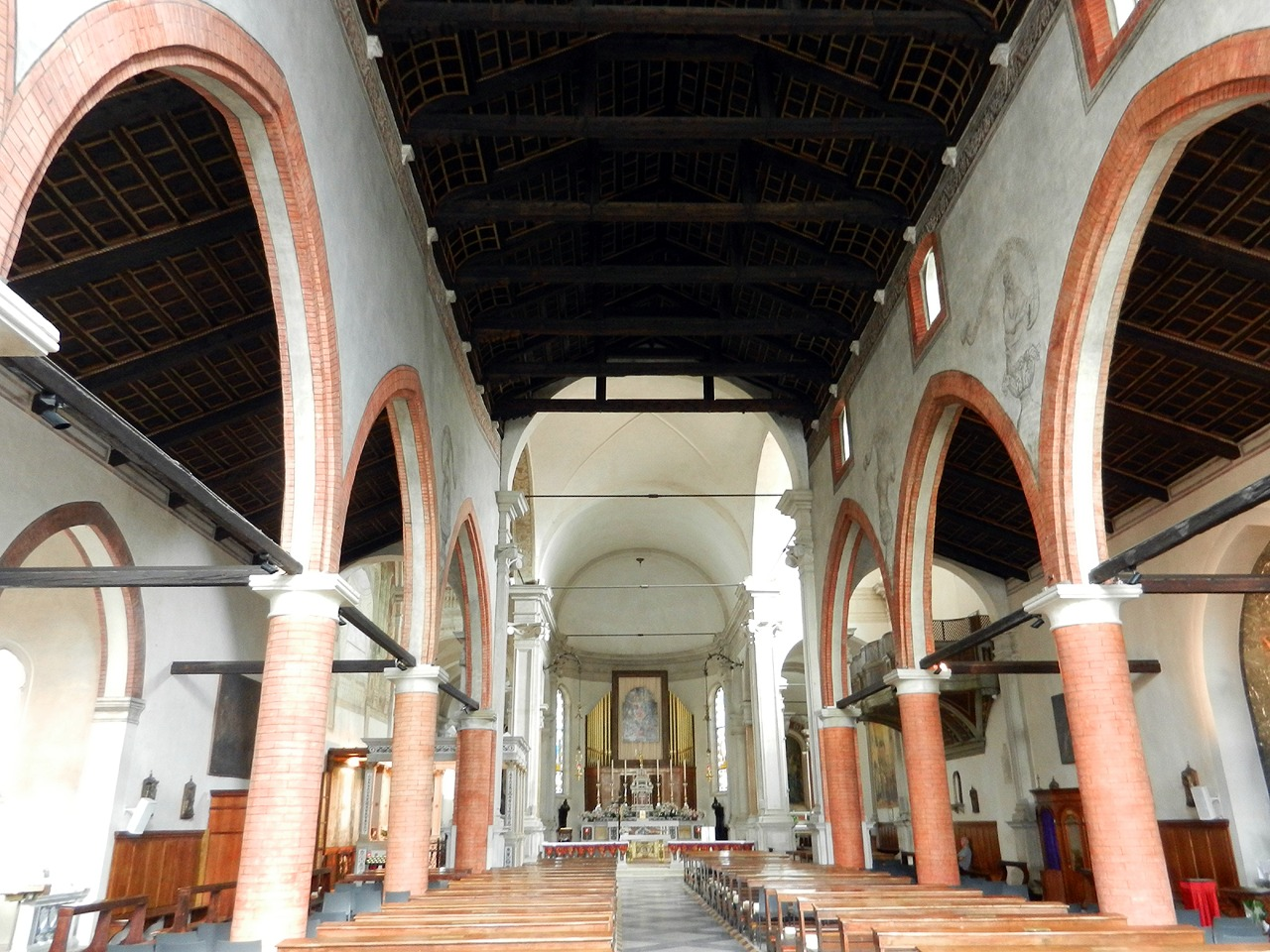
L'interno

Attualmente il santuario di Santa Fosca in Santa Maria Maggiore è una parrocchia facente parte del vicariato urbano della diocesi trevigiana, sede dei Padri Somaschi e retta da Padre Ottavio.

### La demolizione parziale del 1509
Il 10 giugno 1508, papa Giulio II promosse una grande alleanza, detta Lega di Cambrai, contro la Repubblica di Venezia, cui aderirono, tra gli altri, Spagna, Francia e Sacro Romano Impero: la guerra che ne seguì ebbe grandi ripercussioni sulla storia di questo santuario.
Nel 1509, infatti, la Serenissima, vedendo il proprio Stato da Tera minacciato dagli eserciti europei, assoldò il celebre architetto veronese Fra' Giocondo per far erigere imponenti sistemi difensivi attorno alle città dell'entroterra veneto. Il progetto di costruzione dei bastioni nella città di Treviso prevedeva l'erezione di possenti mura lungo il fiume Botteniga alla confluenza con il Sile, e il conseguente abbattimento di questo santuario, che si sarebbe trovato troppo a ridosso dei nuovi bastioni.

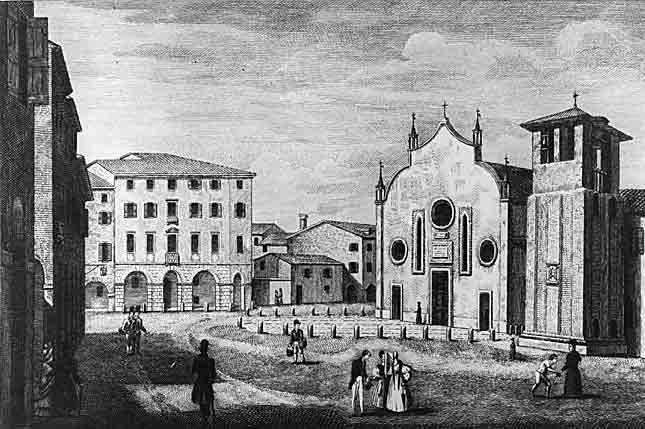
Incisione del 1846 di Antonio Nani raffigurante la Madona Granda con la piazza antistante. Da notare il campanile, ancora dell'altezza originaria.

Si cominciò lo sventramento del santuario partendo dall'abside; tuttavia, quando si giunse all'altezza della Madonna col Bambino, un affresco trecentesco attribuito a Tommaso da Modena, a cui la pietà popolare trevigiana era devotissima, il popolo insorse e impose l'interruzione dei lavori di demolizione. La porzione di chiesa compresa tra questo dipinto e la facciata, così, venne salvata.
La città, assediata dalle truppe francesi e tedesche (1511), resistette tenacemente e non fu espugnata. Al termine della guerra, la torre difensiva, costruita a sinistra della Madonna Grande per esigenze belliche, fu donata dal Senato veneziano alla chiesa stessa, quale torre campanaria (1516). Come attestano molte stampe pre-novecentesche, infatti, il campanile di Santa Maria Maggiore non superava in altezza l'edificio religioso: fu solo successivamente, verso la fine del XIX secolo, che la torre campanaria venne in parte ricostruita con l'intento di renderla più alta (progetto che, tuttavia, rimase inconcluso)..

### Il culto di santa Fosca
Il culto di santa Fosca, vergine e martire libica, si diffuse nel Medioevo nelle terre sottoposte al dominio veneziano, e giunse nel santuario della Madonna Grande soltanto sul finire del secolo XVIII.
La denominazione attuale della chiesa si deve allo spostamento della parrocchia di Santa Fosca (sede nella chiesa omonima, situata in Via Bonifacio, demolita) nella chiesa vicina, più grande. La cantoria della vecchia chiesa è ora posizionata sulla parte destra del transetto di Santa Maria Maggiore.

## Descrizione

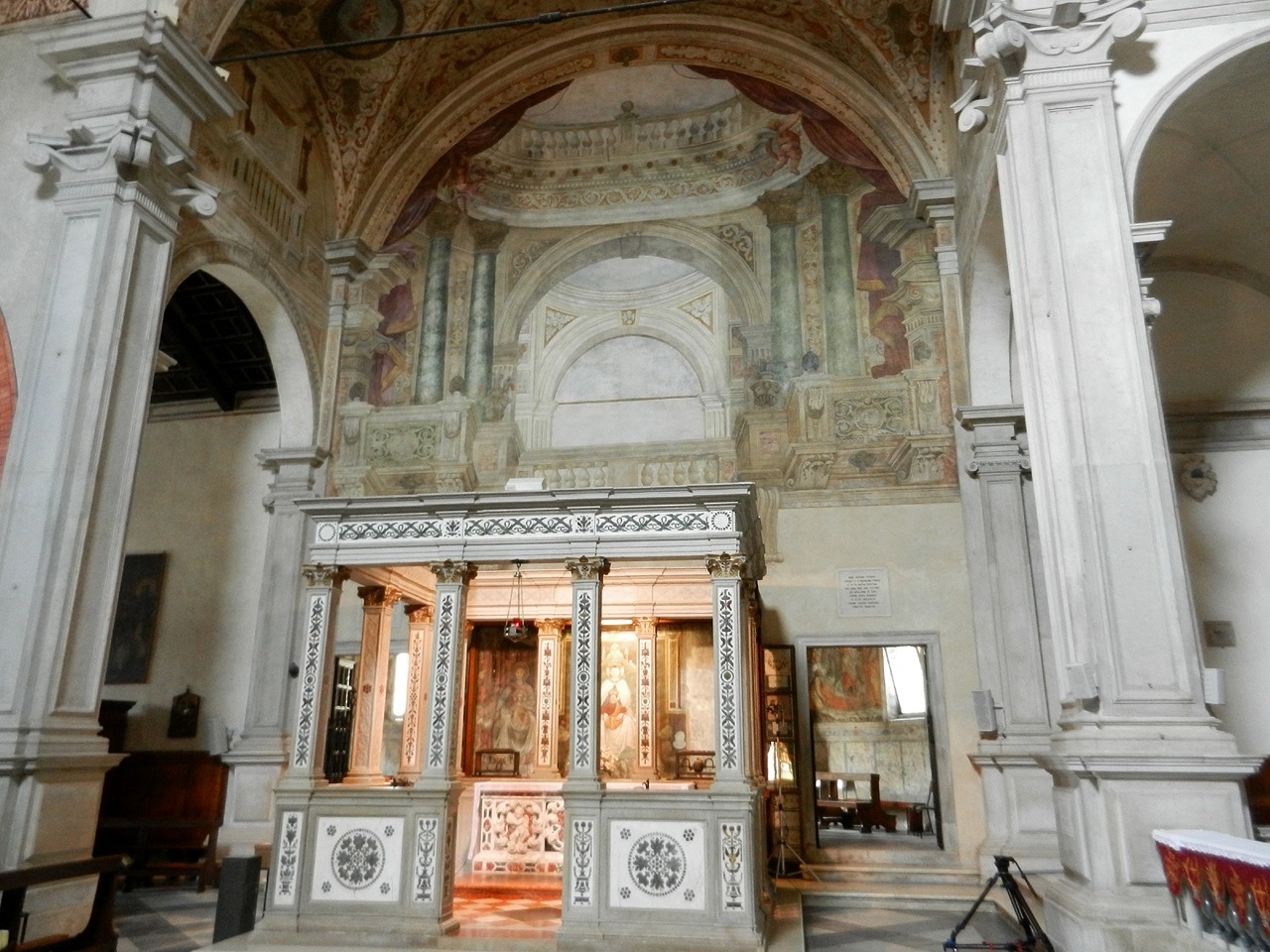
Altare della Madonna "Granda"

In tipico stile tardo gotico veneziano, con linee vagamente orientaleggianti, la facciata, a coronamento mistilineo, si presenta semplice e spoglia, completamente rivestita in laterizio e sormontata da cinque eleganti edicolette gotiche in pietra d'Istria a colonne ed archetti trilobi. Il grande portone centrale e le due porte laterali che si aprono sul prospetto principale, incorniciati in pietra d'Istria, sono subordinati ad altrettanti rosoni, di cui il maggiore, quello centrale, è affiancato da due lunghi e sottili finestroni a sesto acuto. Quattro lesene affiancate e tra loro equidistanti, infine, inquadrano gli elementi architettonici della facciata conferendo a quest'ultima un senso di maggior verticalismo.
L'edificio, a pianta longitudinale, si presenta ripartito in tre navate.

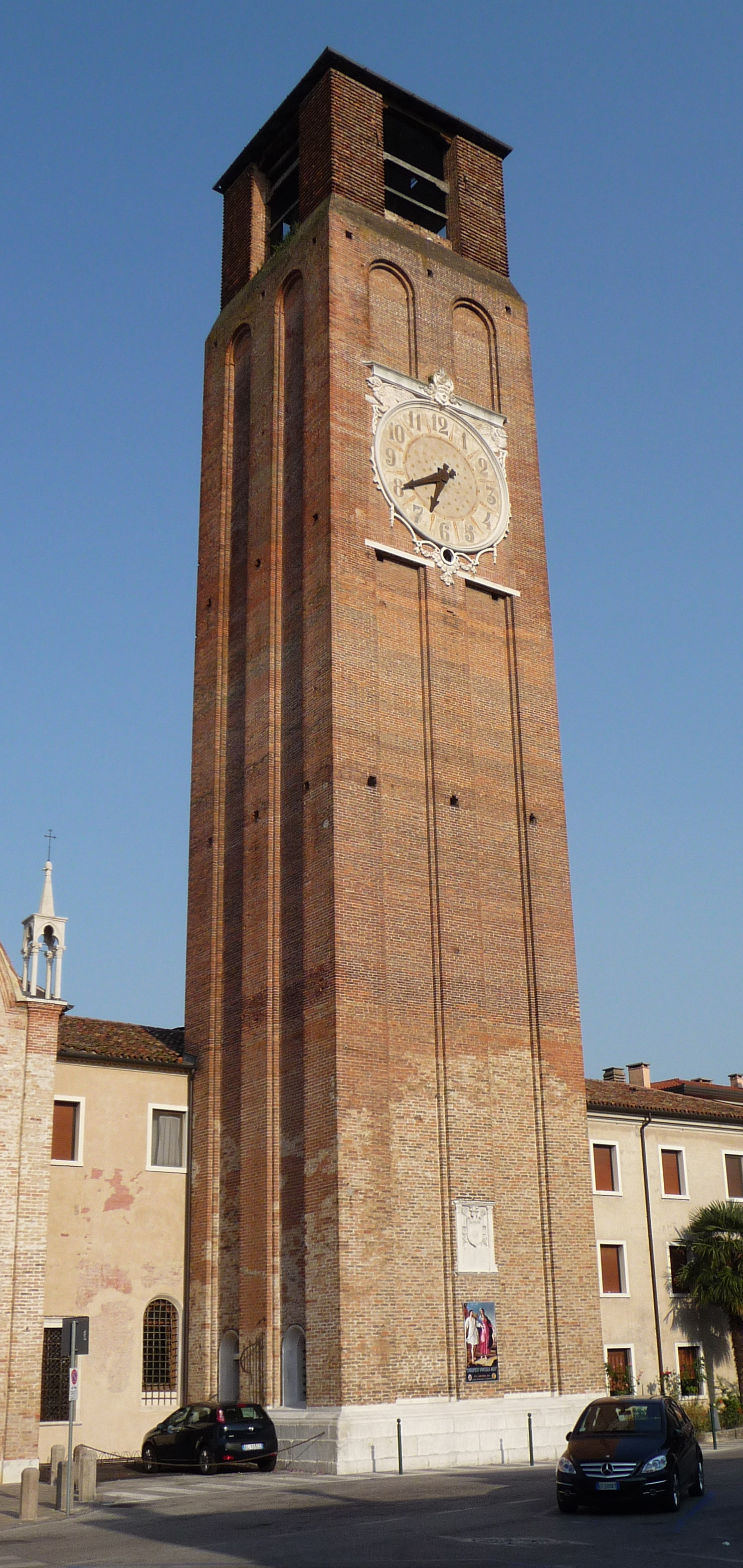
Il campanile

Nell'abside, si trova l'organo a canne Mascioni opus 716, costruito nel 1955. Lo strumento è a trasmissione elettrica e la sua consolle, situata nella navata, ha due tastiere e pedaliera.